# Committee on Radio Frequencies
Das Committee on Radio Frequencies (CORF) ist ein Komitee US-amerikanischer, wissenschaftlicher Forschungseinrichtungen, das sich mit der Nutzung von Frequenzen für die Radioastronomie beschäftigt.

## Zielsetzung
Die Nutzer passiver Radiodienste, dies sind u. a. radioastronomische Einrichtungen und Forschungseinrichtung zur Fernerkundung, stehen im Konflikt mit den Nutzern aktiver Funkdienste, wie zum Beispiel Mobilfunkunternehmen. Sowohl passive als auch aktive Dienste sind bemüht, möglichst hohe Bandbreiten für ihre Zwecke zu erhalten. Die passiven Nutzer, die mit sehr schwachen Empfangssignalen operieren, haben jedoch vergleichsweise schwache technische Mittel um sich vor Störaussendungen zu schützen. Sie müssen daher ihr Anliegen, der ungestörte Empfang von Radiosignalen in den ihnen zugewiesenen Bändern, vor nationalen und internationalen Gremien vertreten.
Das CORF nimmt die Interessen wahr von Wissenschaftlern, welche Forschung unter der Verwendung des Radiofrequenzbereichs betreiben, zum Beispiel in der Radioastronomie oder der Fernerkundung, und will Aktivitäten im Spektrum-Management bündeln und verstärken. Die Mitarbeit in den verschiedenen nationalen und internationalen Gremien wie der ITU ist dabei das Hauptarbeitsfeld des CORF. Weiterhin beteiligt es sich finanziell und organisatorisch an
- internationalen Kongressen von Nutzern passiver Dienste, sowie
- der Durchführung von Schulungen zum Spektrummanagement

## Finanzierung
Das CORF erhält Zuwendungen von der National Science Foundation und der National Aeronautics and Space Administration.